# Susannah of the Mounties
Susannah of the Mounties is een Amerikaanse dramafilm uit 1939 onder regie van William A. Seiter en Walter Lang. De film werd destijds in Nederland uitgebracht onder de titel Het jonge opperhoofd.

## Verhaal
De kleine Susannah is de enige overlevende van een aanval door indianen in het westen van Canada. Ze wordt opgevangen door de politieman Monty en zijn vrouw Vicky. Wanneer haar nieuwe ouders gevaar lopen door de aanhoudende indianenaanvallen, gaat het meisje over tot actie.

## Rolverdeling
| Acteur               | Personage          |
| -------------------- | ------------------ |
| Shirley Temple       | Susannah Sheldon   |
| Randolph Scott       | Monty              |
| Margaret Lockwood    | Vicky Standing     |
| Martin Good Rider    | Little Chief       |
| J. Farrell MacDonald | Pat O'Hannegan     |
| Maurice Moscovitch   | Chief Big Eagle    |
| Moroni Olsen         | Andrew Standing    |
| Victor Jory          | Wolf Pelt          |
| Lester Matthews      | Harlan Chambers    |
| Leyland Hodgson      | Randall            |
| Herbert Evans        | Arts               |
| Jack Luden           | Williams           |
| Charles Irwin        | Sergeant MacGregor |
| John Sutton          | Korporaal Piggott  |